# C·J·威爾森
克里斯多福·約翰·威爾森（英語：Christopher John Wilson，1980年11月18日—），通稱C·J·威爾森（C. J. Wilson），出生於加利福尼亞州芳泉谷，美國職棒大聯盟選手，守位為投手，曾效力於德州遊騎兵、洛杉磯天使等隊。

## 生平

### 職業生涯
2001年，以第五輪第141順位加盟德州遊騎兵。2005年6月11日，升上大聯盟。2003年8月12日，作了尺骨附屬韌帶重建術。2011年12月8日，以5年75,000,000美金的合約加盟洛杉磯天使。2015年8月，因手肘骨刺進行手術，賽季提前報銷。
2017年2月9日，因傷勢困擾宣佈從棒球場上退休，並與保時捷簽約，全心投入賽車活動。

## 外部連結
- 台灣棒球維基館：C·J·威爾森（页面存档备份，存于）

- 球員資訊和成績在MLB ，ESPN ，Retrosheet ，Baseball Reference ，Baseball Reference (Minors) ，Fangraphs ，The Baseball Cube （英文）
- C. J. Wilson的X（前Twitter）
- C. J. Wilson的部落格（页面存档备份，存于）
- C. J. Wilson的MySpace（页面存档备份，存于）